# Igor Angulo
Iñaki Angulo Albóniga (Bilbao, Vizcaya, 26 de enero de 1984) es un exfutbolista español que jugaba de delantero.

## Trayectoria

### Athletic Club
Se formó en la cantera del Athletic Club, a la que llegó en 1996 procedente del Danok Bat bilbaíno. El 23 de marzo de 2003 debutó con el Athletic Club, en Primera División, a las órdenes de Jupp Heynckes en Balaídos (2-1). Sustituyó a Aitor Ocio en el minuto 88, sin haber debutado aún en el primer equipo filial, el Bilbao Athletic. Tras una temporada completa en el Bilbao Athletic, se incorporó al primer equipo del Athletic Club para la temporada 2004-05. El 19 de septiembre de 2004 debutó como titular en San Mamés, en la derrota ante el RC Deportivo de la Coruña por 1-2. El 21 de octubre de 2004 debutó en Copa de la UEFA en la victoria ante el Parma (2-0). En enero de 2005 fue cedido al Gimnástic de Tarragona debido a la falta de minutos. Realizó la temporada 2005-06, otra vez, en el Bilbao Athletic, donde no consiguió asentarse como titular. En 2006 fue cedido al Cannes, que competía en el Championnat National francés, debido al interés de Luis Fernández. A su regreso, volvió a jugar una tercera temporada completa en el Bilbao Athletic en Segunda B tras ser descartado por Joaquín Caparrós.

### Etapa en Segunda y Segunda B
En julio de 2008 fichó por dos temporadas por el Écija Balompié, de Segunda B, junto a su compañero Aitor Ramos. Tras destacar en las filas andaluzas (15 goles en 54 partidos), el 1 de febrero de 2010 firmó por el CD Numancia, de Segunda División. En verano de 2011, tras rescindir el contrato con el club soriano, se fue al Real Unión de Irún de Segunda B. En el club irundarra destacó, y se convirtió en el máximo goleador del equipo en las temporadas 2011-12 y 2012-13 (firmó 20 goles en 62 partidos).

### Chipre y Grecia
El 3 de agosto de 2013 se embarcó en una nueva aventura en el Enosis Neon Paralimni de la Primera División de Chipre. En el conjunto chipriota siguió siendo el máximo goleador con diez tantos En agosto de 2014 se incorporó al GS Apollon Smyrnis de Atenas, que se encontraba en la Segunda División griega, donde anotó una veintena de goles. El 23 de julio de 2015, tras su gran temporada, fichó por el FC Platanias de la Superliga de Grecia. En el conjunto cretense, con una cifra menor de goles, siguió siendo máximo goleador de su equipo por quinta campaña consecutiva.

### Górnik Zabrze
El 6 de agosto del 2016 se anunció su fichaje por el Górnik Zabrze de la I liga de Polonia (Segunda División). Finalmente consiguió el ascenso a la Ekstraklasa (Primera División de Polonia), siendo el máximo goleador de la competición con 17 goles. Durante la temporada 2017/18 alcanzó las primeras posiciones de la Bota de Oro en los primeros meses de competición. Acabó 2017 con 19 goles, los mismos goles que el líder de la clasificación, Edinson Cavani, pero el menor valor de los goles de la liga polaca le dejaron en novena posición. Puso fin a la liga regular con un total 20 goles. Tras la disputa de los play-offs acabó como segundo máximo goleador de la competición, con 23 goles, que contribuyeron a que el Górnik Zabrze se clasificara para la Europa League. Por otro lado, alcanzó las semifinales de la Copa de Polonia siendo el máximo goleador con 4 goles en 5 partidos.
Inició su tercera campaña jugando cuatro encuentros de la fase previa de la Liga Europa 2018-19, llegando a marcar el gol de la victoria en el minuto 87 en el partido de ida ante el Zaria Balti (1-0). Nuevamente finalizó la liga regular como máximo goleador, con 18 tantos, aunque su equipo quedó en duodécima posición. En la última semana de abril, anotó sendos dobletes en el segundo y tercer encuentro de los play-offs de descenso. Finalmente se alzó con el premio de máximo goleador de la Ekstraklasa con 24 goles en 37 partidos.
El ariete vasco llegó al Górnik Zabrze cuando este competía en Segunda y fue capaz de convertir 17 goles fundamentales en el retorno del club minero a la  Ekstraklasa. Sus goles también fueron fundamentales para que el club regresara a competiciones europeas 24 años después. En total, Angulo convirtió 88 tantos en 154 partidos con el club minero, lo que le convierte en el máximo goleador español en la historia del fútbol polaco y tercer máximo goleador extranjero en la historia de la Primera División polaca.
Disputó 3 temporadas en la Ekstraklasa, en su primera temporada firmó 23 tantos, en la segunda marcó 24 y en la tercera logró 16 goles.

### FC Goa
En julio de 2020, tras cuatro temporadas en el Górnik Zabrze, el delantero bilbaíno firma en el FC Goa de la Superliga de India, donde tendrá la oportunidad de disputar la Champions League asiática.

### Mumbai City FC
Tras quedar como máximo goleador de la liga en su primera temporada en la Superliga de India, ficha por el Mumbai City FC que fue el campeón en la temporada 2020/21.

## Selección nacional
Ha sido internacional en todas las categorías inferiores de la selección española. El 29 de marzo de 2003 debutó como internacional sub-19, en una derrota por 2 a 1,ante Polonia. El 23 de abril marcó su primer tanto como internacional sub-20 en un amistoso ante Alemania.
El 2 de septiembre de 2004 debutó como internacional sub-21 en un amistoso ante Escocia (3-1). El 7 de septiembre de 2004 jugó un partido clasificatorio para la Eurocopa sub-21 de 2006 ante Bosnia.

## Clubes
| Club                  | País    | Año                           |
| --------------------- | ------- | ----------------------------- |
| CD Basconia           | España  | 2002-2003                     |
| Bilbao Athletic       | España  | 2003-2004 2005-2006 2007-2008 |
| Athletic Club         | España  | 2004                          |
| Nástic de Tarragona   | España  | 2004-2005                     |
| AS Cannes             | Francia | 2006-2007                     |
| Écija Balompié        | España  | 2008-2010                     |
| CD Numancia           | España  | 2010-2011                     |
| Real Unión Club       | España  | 2011-2013                     |
| Enosis Neon Paralimni | Chipre  | 2013-2014                     |
| GS Apollon Smyrnis    | Grecia  | 2014-2015                     |
| FC Platanias          | Grecia  | 2015-2016                     |
| Górnik Zabrze         | Polonia | 2016-2020                     |
| FC Goa                | India   | 2020-2021                     |
| Mumbai City FC        | India   | 2021-2022                     |

## Estadísticas
- Actualizado a 18 de mayo de 2019.

| Club                  | Categoría          | País          | Año           | Liga  | Liga  | Copa  | Copa  | Europa | Europa | AFC Champions League | AFC Champions League | Total | Total |
| --------------------- | ------------------ | ------------- | ------------- | ----- | ----- | ----- | ----- | ------ | ------ | -------------------- | -------------------- | ----- | ----- |
| Club                  | Categoría          | País          | Año           | Part. | Goles | Part. | Goles | Part.  | Goles  | Part.                | Goles                | Part. | Goles |
| CD Basconia           | 3.ª                | España        | 2002−2003     | 27    | 6     |       |       |        |        |                      |                      | 27    | 6     |
| Athletic Club         | 1.ª                | España        | 2003-2004     | 4     | 0     |       |       | 1      | 0      |                      |                      | 5     | 0     |
| Bilbao Athletic       | 2.ªB               | España        | 2003−2004     | 30    | 5     |       |       |        |        |                      |                      | 30    | 5     |
| Nàstic de Tarragona   | 2.ª                | España        | 2005          | 11    | 0     |       |       |        |        |                      |                      | 11    | 0     |
| Bilbao Athletic       | 2.ªB               | España        | 2005−2006     | 26    | 0     |       |       |        |        |                      |                      | 26    | 0     |
| AS Cannes             | 3.ª                | Francia       | 2006−2007     | 27    | 3     | 1     | 0     |        |        |                      |                      | 28    | 3     |
| Bilbao Athletic       | 2.ªB               | España        | 2007−2008     | 21    | 2     |       |       |        |        |                      |                      | 21    | 2     |
| Écija Balompié        | 2.ªB               | España        | 2008−2009     | 33    | 6     | 2     | 0     |        |        |                      |                      | 35    | 6     |
| Écija Balompié        | 2.ªB               | España        | 2009          | 19    | 9     |       |       |        |        |                      |                      | 19    | 9     |
| CD Numancia           | 2.ª                | España        | 2010          | 6     | 0     |       |       |        |        |                      |                      | 6     | 0     |
| CD Numancia           | 2.ª                | España        | 2010−2011     | 18    | 0     | 1     | 0     |        |        |                      |                      | 19    | 0     |
| Real Unión Club       | 2.ªB               | España        | 2011−2012     | 30    | 7     |       |       |        |        |                      |                      | 30    | 7     |
| Real Unión Club       | 2.ªB               | España        | 2012−2013     | 32    | 13    |       |       |        |        |                      |                      | 32    | 13    |
| Enosis Neon Paralimni | 1.ª                | Chipre        | 2013−2014     | 21    | 10    | 3     | 0     |        |        |                      |                      | 24    | 10    |
| GS Apollon Smyrnis    | 2.ª                | Grecia        | 2014−2015     | 30    | 14    | 8     | 6     |        |        |                      |                      | 38    | 20    |
| FC Platanias          | 1.ª                | Grecia        | 2015−2016     | 25    | 8     | 3     | 0     |        |        |                      |                      | 28    | 8     |
| Górnik Zabrze         | 2.ª                | Polonia       | 2016-2017     | 32    | 17    | 2     | 0     |        |        |                      |                      | 34    | 17    |
| Górnik Zabrze         | 1.ª                | Polonia       | 2017-2018     | 33    | 23    | 5     | 4     |        |        |                      |                      | 38    | 27    |
| Górnik Zabrze         | 1.ª                | Polonia       | 2018-2019     | 37    | 24    | 4     | 3     | 4      | 1      |                      |                      | 45    | 28    |
| Górnik Zabrze         | 1.ª                | Polonia       | 2019-2020     | 36    | 16    | 1     |       |        |        |                      |                      | 45    | 28    |
| FC Goa                | Superliga de India | India         | 2020-2021     | 21    | 14    |       |       |        |        |                      |                      | 21    | 14    |
| Mumbai City FC        | Superliga de India | India         | 2021-2022     | 19    | 10    |       |       |        |        | 1                    | 0                    | 20    | 10    |
| Total carrera         | Total carrera      | Total carrera | Total carrera | 538   | 187   | 30    | 13    | 5      | 1      | 1                    | 0                    | 574   | 201   |

## Palmarés
| Título                     | Club        | País   | Año  |
| -------------------------- | ----------- | ------ | ---- |
| Tercera División de España | CD Basconia | España | 2003 |

### Distinciones individuales
| Distinción                               | Club          | País    | Año  |
| ---------------------------------------- | ------------- | ------- | ---- |
| Máximo goleador de la I Liga             | Górnik Zabrze | Polonia | 2017 |
| Máximo goleador de la Copa de Polonia    | Górnik Zabrze | Polonia | 2018 |
| Máximo goleador de la Ekstraklasa        | Górnik Zabrze | Polonia | 2019 |
| Máximo goleador de la Superliga de India | FC Goa        | India   | 2021 |